# 革命工人联盟 (美国)
革命工人联盟（英語：Revolutionary Workers League）是美国的一个小型托洛茨基主义组织。该组织成立于1976年，创始人是彼得·索伦伯格和列兰德·桑德森，这两个人曾在哈佛大学就读，后来转学到密歇根大学。该组织曾在1970年代末和1980年代初一度活跃。该组织现已衰落，但仍有约20名活跃成员。